# Bee (Nebraska)
Bee és una població dels Estats Units a l'estat de Nebraska. Segons el cens del 2000 tenia 223 habitants.

## Demografia
Segons el cens del 2000, Bee tenia 223 habitants, 84 habitatges, i 60 famílies. La densitat de població era de 344,4 habitants per km².
Dels 84 habitatges en un 33,3% hi vivien nens de menys de 18 anys, en un 60,7% hi vivien parelles casades, en un 6% dones solteres, i en un 27,4% no eren unitats familiars. En el 22,6% dels habitatges hi vivien persones soles el 13,1% de les quals corresponia a persones de 65 anys o més que vivien soles. El nombre mitjà de persones vivint en cada habitatge era de 2,65 i el nombre mitjà de persones que vivien en cada família era de 3,13.
Per edats la població es repartia de la següent manera: un 28,3% tenia menys de 18 anys, un 5,4% entre 18 i 24, un 33,2% entre 25 i 44, un 18,8% de 45 a 60 i un 14,3% 65 anys o més.
L'edat mediana era de 35 anys. Per cada 100 dones de 18 o més anys hi havia 119,2 homes.
La renda mediana per habitatge era de 42.917 $ i la renda mediana per família de 44.583 $. Els homes tenien una renda mediana de 26.500 $ mentre que les dones 18.750 $. La renda per capita de la població era de 18.388 $. Aproximadament el 7,3% de les famílies i el 6,6% de la població estaven per davall del llindar de pobresa.

## Poblacions més properes
El següent diagrama mostra les poblacions més properes.